# شون ريان
شون ريان (بالإنجليزية: Seán Ryan)‏ هو سياسي أيرلندي، ولد في 27 يناير 1943 في دبلن في جمهورية أيرلندا. حزبياً، نشط في حزب العمال (جمهورية أيرلندا).

## مناصب
- انتخب عضو مجلس الشيوخ من أيرلندا عن دائرة Labour Panel [الإنجليزية]‏ وقد انضم خلال فترته النيابية ‏ (17 سبتمبر 1997 – 11 مارس 1998) للكتلة البرلمانية حزب العمال (جمهورية أيرلندا).
- في الانتخابات العمومية الإيرلندية 1992 [الإنجليزية]‏، انتخب نائب دييل عن دائرة Dublin North (Dáil constituency) [الإنجليزية]‏ وقد انضم خلال فترته النيابية ‏ (29 يونيو 1989 – 5 نوفمبر 1992) للكتلة البرلمانية حزب العمال (جمهورية أيرلندا).
- في الانتخابات العمومية الإيرلندية 1992 [الإنجليزية]‏، انتخب نائب دييل عن دائرة Dublin North (Dáil constituency) [الإنجليزية]‏ وقد انضم خلال فترته النيابية ‏ (14 ديسمبر 1992 – 15 مايو 1997) للكتلة البرلمانية حزب العمال (جمهورية أيرلندا).
- في انتخابات تكميلية، انتخب نائب دييل عن دائرة Dublin North (Dáil constituency) [الإنجليزية]‏ وقد انضم خلال فترته النيابية ‏ (11 مارس 1998 – 25 أبريل 2002) للكتلة البرلمانية حزب العمال (جمهورية أيرلندا).
- في الانتخابات العمومية الإيرلندية 2002 [الإنجليزية]‏، انتخب نائب دييل عن دائرة Dublin North (Dáil constituency) [الإنجليزية]‏ وقد انضم خلال فترته النيابية ‏ (6 يونيو 2002 – 26 أبريل 2007) للكتلة البرلمانية حزب العمال (جمهورية أيرلندا).